# George Orton
George Washington F. Orton (Strathroy, 10 gennaio 1873 – Laconia, 25 giugno 1958) è stato un siepista e ostacolista canadese, campione olimpico dei 2500 m siepi ai Giochi olimpici di Parigi 1900.
È stato il primo canadese a vincere una medaglia d'oro olimpica.

## Biografia
Nato nell'Ontario, Orton rimase paralizzato all'età di tre anni quando cadde da un albero. Riguadagnò la mobilità all'età di dodici anni. Orton studiò prima all'Università di Toronto e poi, nel 1893, all'Università della Pennsylvania. All'epoca era già uno dei più grandi mezzofondisti del Nord America.
Vinse numerosi titoli in Canada, Stati Uniti e Regno Unito nelle specialità del miglio, due miglia e siepi. Il suo miglior tempo nel miglio (4'21"8) fu record canadese per 30 anni. Il numero totale delle sue vittorie è 121.
Orton conseguì il dottorato nel 1896, ma continuò a praticare attività sportiva. L'apice della sua carriera fu raggiunto ai Giochi olimpici del 1900, dove l'atleta canadese vinse due medaglie: una d'oro nei 2500 metri siepi e una di bronzo nei 400 metri ostacoli. Partecipò anche alla gara dei 4000 metri siepi, ottenendo invece un quinto posto.
Orton fu anche un ottimo giocatore di calcio, hockey e cricket durante la sua permanenza a Filadelfia. Già all'Università di Toronto giocò per una squadra di calcio chiamata "Varsity" ed entrò a far parte della squadra delle all-stars di Toronto.
Dopo il ritiro, Orton divenne allenatore di atletica leggera in Pennsylvania e scrisse un libro sulla storia dell'atletica leggera in quella università. Fu inserito nella Canada's Sports Hall of Fame e nella Canadian Olympic Hall of Fame. Morì all'età di 85 anni nel New Hampshire.

## Palmarès
| Anno | Manifestazione  | Sede   | Evento       | Risultato | Prestazione | Note |
| ---- | --------------- | ------ | ------------ | --------- | ----------- | ---- |
| 1900 | Giochi olimpici | Parigi | 400 m hs     | Bronzo    | 58"8        |      |
| 1900 | Giochi olimpici | Parigi | 2500 m siepi | Oro       | 7'34"4      |      |
| 1900 | Giochi olimpici | Parigi | 4000 m siepi | 5º        | n/d         |      |